# Еппл-Каньйон-Лейк (Іллінойс)
Еппл-Каньйон-Лейк (англ. Apple Canyon Lake) — переписна місцевість (CDP) в США, в окрузі Джо-Дейвісс штату Іллінойс. Населення — 574 особи (2020).

## Географія
Еппл-Каньйон-Лейк розташований за координатами 42°26′5″ пн. ш. 90°9′38″ зх. д. / 42.43472° пн. ш. 90.16056° зх. д. (42.434654, -90.160643).  За даними Бюро перепису населення США в 2010 році переписна місцевість мала площу 11,32 км², з яких 9,62 км² — суходіл та 1,70 км² — водойми.

## Демографія
Згідно з переписом 2010 року, у переписній місцевості мешкало 558 осіб у 276 домогосподарствах у складі 207 родин. Густота населення становила 49 осіб/км².  Було 880 помешкань (78/км²).
Расовий склад населення:
| - 99,1 % — білих - 0,4 % — чорних або афроамериканців - 0,4 % — азіатів |

До двох чи більше рас належало 0,2 %. Частка іспаномовних становила 1,1 % від усіх жителів.
За віковим діапазоном населення розподілялося таким чином: 9,0 % — особи молодші 18 років, 42,4 % — особи у віці 18—64 років, 48,6 % — особи у віці 65 років та старші. Медіана віку мешканця становила 64,3 року. На 100 осіб жіночої статі у переписній місцевості припадало 100,7 чоловіків;  на 100 жінок у віці від 18 років та старших — 104,0 чоловіків також старших 18 років.
Середній дохід на одне домашнє господарство  становив 82 154 долари США (медіана — 73 750), а середній дохід на одну сім'ю — 89 414 долари (медіана — 85 625). Медіана доходів становила 91 250 доларів для чоловіків та 31 550 доларів для жінок. За межею бідності перебувало 9,5 % осіб, у тому числі 0,0 % дітей у віці до 18 років та 23,8 % осіб у віці 65 років та старших.
Цивільне працевлаштоване населення становило 106 осіб. Основні галузі зайнятості: публічна адміністрація — 26,4 %, будівництво — 26,4 %, роздрібна торгівля — 14,2 %, науковці, спеціалісти, менеджери — 13,2 %.